# Pulau Panggung (Semendo Darat Laut)
Pulau Panggung is een bestuurslaag in het regentschap Muara Enim van de provincie Zuid-Sumatra, Indonesië. Pulau Panggung telt 3726 inwoners (volkstelling 2010).